# Anton Karas

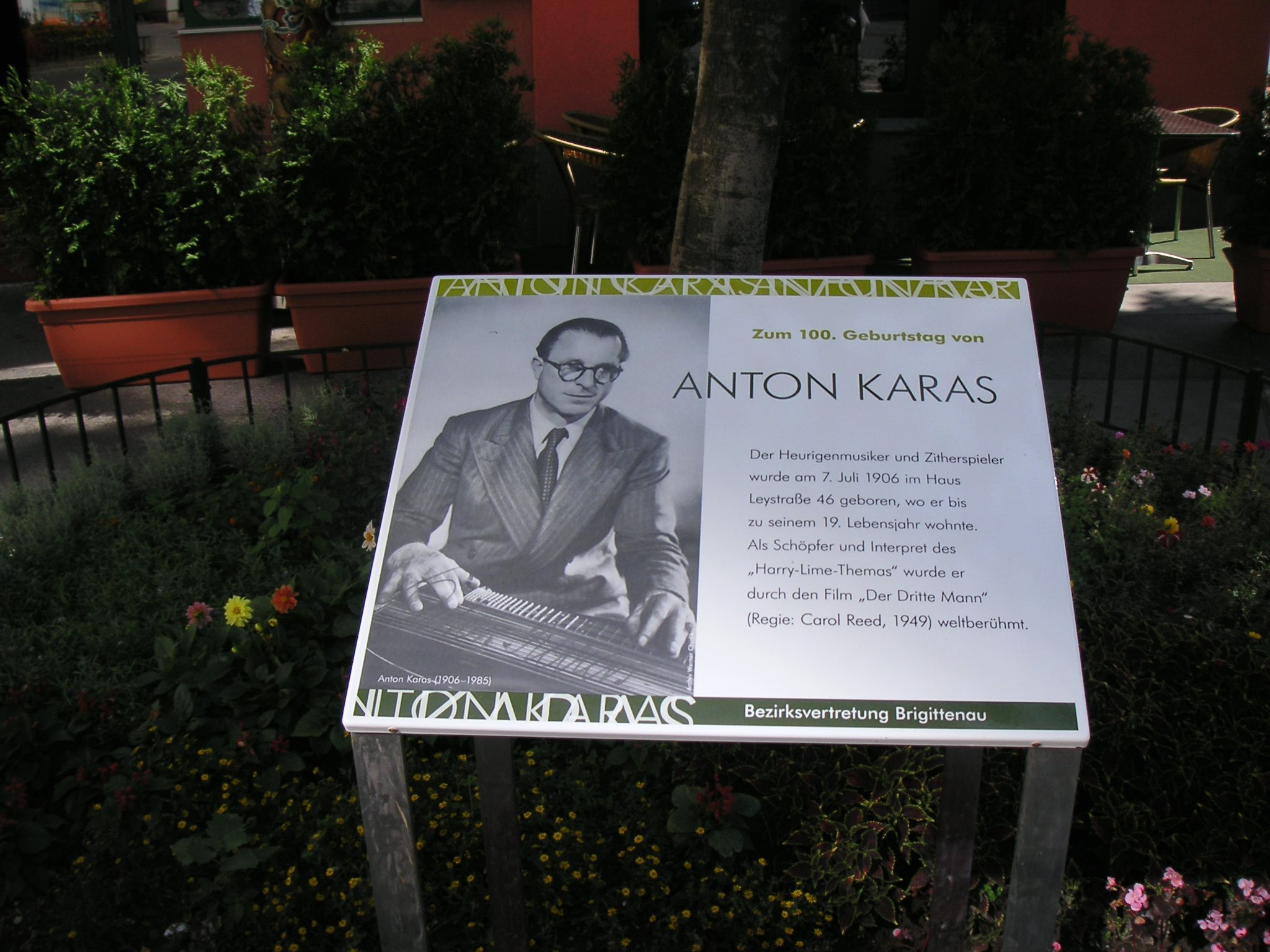
Karas minnesplatta i Wien.

Anton Karas, född 7 juli 1906 i Wien, Österrike, död 10 januari 1985 i Döbling i Wien, var en österrikisk folkmusiker och cittraspelare.
Han är mest känd för sin komposition av ledmotivet till filmen Den tredje mannen, The Harry Lime Theme (1949).